# Kammaropera
Kammaropera är en form av opera avsedd att spelas med en mindre ensemble i en mindre lokal. Jämför med kammarmusik. Begreppet kan syfta både på en operapjäs och på en ensemble. En tidig 1900-talsopera av denna art är Paul Hindemiths Cardillac (1926). Äldre småskaliga operor såsom Pergolesis La serva padrona (1733) betecknas ibland som kammaroperor.
Andra exempel från 1900-talet är Gustav Holsts Savitri (1916). Benjamin Britten komponerade verk inom kategorin under 1940-talet när English Opera Group behövde verk som lätt kunde tas med på turné och framföras i en rad olika små lokaler. The Rape of Lucretia (1946) var Brittens första försök i genren och senare tillkom Albert Herring (1947), The Turn of the Screw (1954) och Curlew River (1964). Bland andra kompositörer som har skrivit kammaroperor kan nämnas Hans Werner Henze, Harrison Birtwistle, Thomas Adès, George Benjamin, William Walton och Philip Glass.
Instrumentationen till en kammaropera varierar: Britten tonsatte The Rape of Lucretia för åtta sångare, enstaka stråkar och träblåsinstrument samt piano, harpa och slagverk. Humphrey Searles The Diary of a Madman (1958) är tonsatt för fyra röster och en orkester bestående av enstaka stråkinstrument, träblås- och bleckblåsinstrument, samt två slagverkare. Ett magnetband är också inskrivet för att åstadkomma särskilda ljudeffekter. Judith Weirs King Harald's Saga (1979) är skrivet för en ensam sopranröst.

## Kammaroperor i urval
- Albert Herring
- Flickan i ögat
- Kurfursten
- Tranfjädrarna